# 人三
人三（飛馬座12），又名BD+22 4472，HD 207089、SAO 89972、HR 8321，是飛馬座的一颗恒星，视星等为5.29，位于銀經76.64，銀緯-22.83，其B1900.0坐标为赤經21h 41m 28.2s，赤緯+22° -22.83′ 16″。